# Morgan (Pferd)
Der Morgan ist eine amerikanische Pferderasse, die auf den Hengst Figure zurückgeht.
Hintergrundinformationen zur Pferdebewertung und -zucht finden sich unter: Exterieur, Interieur und Pferdezucht.

## Exterieur
Das Morgan Horse ist ein wohl proportioniertes Pferd mit guter Sattellage, einem muskulösen Rücken mit guter Rippenwölbung und Brusttiefe. Auffällig ist die hohe Aufrichtung der Pferde. Ihr Kopf ist edel und trocken mit einem geraden Profil und einer breiten Stirn. Das Maul ist mittelgroß mit kleinen, festen Lippen. Weite Nüstern und große, klare Augen. Die Schulter ist genügend lang und schräg und geht in einen meist nicht sehr ausgeprägten Widerrist über. Die Gelenke sind trocken, die  Röhrbeine kurz und stabil, die Hufe hart und rund. Die meisten Morgan Horses laufen ohne Beschlag. Die Größe des Morgan Horse liegt zwischen 145 und 160 cm. Sie haben oft üppiges Langhaar. Beim Morgan Horse sind alle Farben vertreten, es herrschen jedoch die dunklen Farben vor, da helle Farben lange nicht vom amerikanischen Rasseverband AMHA anerkannt wurden. Inzwischen sind Palominos oder Buckskins recht begehrt, jedoch zahlenmäßig noch nicht sehr häufig. Schimmel und Schecken kommen vereinzelt vor. Das Morgan Horse ist ein vielseitig einsetzbares Allroundpferd, das für viele Bereiche des Sports und der Freizeit eingesetzt wird, wie Dressur, Springen, Wanderreiten, Distanzreiten, Westernreiten und Reittherapie. In den USA gibt es eine Zuchtrichtung, die besonderen Wert auf eine sehr hohe Vorhandaktion legt, um sie mit spektakulären Gängen auf Shows vorzustellen, ähnlich dem American Saddlebred. Morgan Horses sind auch zum Fahren geeignet.

## Interieur
Die Morgans sind lebhaft, intelligent, mit schneller Auffassungsgabe und einem gutmütigen Charakter. Sie sind neugierig, menschenbezogen und sensibel. In vielen Situationen beweisen die Morgans Nervenstärke und Zuverlässigkeit. Beim Training zeigen sie Arbeitswillen. Besonders hervorzuheben ist ihre Vielseitigkeit, auf die sie nun mittlerweile schon 200 Jahre gezogen sind.

## Zuchtgeschichte
1789 wurde in Massachusetts der kleine, braune Hengst „Figure“ geboren, der zum Stammvater der ältesten Pferderasse Amerikas werden sollte. Unter seinen Vorfahren waren Vollblüter und Araber, auch Welsh Cobs, Berber und Friesen vermutet man unter seinen Ahnen.
Als junger Hengst gelangte „Figure“ in den Besitz des Lehrers und Komponisten Justin Morgan in Vermont, der das Potential dses 1,42 m großen Hengstes erkannte. Figure wurde für die Feldarbeit genauso eingesetzt wie für Pferderennen auf der Dorfstraße und schnitt bei Zugwettbewerben gut ab.
„Figure“ war korrekt gebaut und gut proportioniert mit einer hohen Aufrichtung und lebhaftem Ausdruck. Obwohl er sehr temperamentvoll war, hatte er einen umgänglichen, sanften Charakter. Diese Merkmale vererbte er durchschlagend, so dass seine Nachkommen sich als arbeitswillig, vielseitig, ausdauernd und schnell erwiesen. Die Qualität des Hengstes sprach sich herum und über den Zeitraum von 32 Jahren wurde er als The Justin Morgan Horse bekannt.
Um 1840 beherrschten die Morgans die Trab- und Galopprennszene und mit der Eroberung des Westens gelangten Morgans mit Trecks oder auch auf dem Schiff in den Westen der USA. Sie wurden für die Arbeit auf den Ranches eingesetzt und entwickelten eine eigenständige Linie, die „Western Working Morgans“. Auch bei der Kavallerie waren zahlreiche Regimenter auf Morgans beritten, denn die positiven Eigenschaften wie schnelles Regenerationsvermögen und hohe Belastbarkeit wurden geschätzt.
Das Morgan Horse wird im Sport, als Kutschpferd, in der Dressur, beim Springen, bei Westerndisziplinen, Wanderreitpferd, Distanzpferd oder Therapiepferd eingesetzt. 
Zuchtverband ist die US-amerikanische American Morgan Horse Association. Auch in Europa wird das Morganpferd gezüchtet, wobei England und Schweden den größten Bestand aufweisen, es wird aber auch in Deutschland, Österreich, Schweiz, Ungarn, Belgien und den Niederlanden gezüchtet.